# Escut de Gelida
L'escut oficial de Gelida té el següent blasonament:
Escut caironat partit: 1r. d'or, un cérvol passant d'atzur; 2n. de gules, un geminat amb banda d'or; el tot gaiat curvilini a la punta i abaixat d'atzur, 2 claus passades en sautor en banda la d'or i per damunt de la d'argent en barra. Per timbre una corona de baró.

## Història
Va ser aprovat el 7 de juliol de 1983 i publicat al DOGC el 2 de setembre del mateix any amb el número 360.
Gelida fou el centre d'una baronia (la corona del capdamunt així ho indica), encapçalada des del segle xi pels Cervelló (les armes parlants dels quals, un cérvol d'atzur sobre camper d'or, apareixen a la primera partició) i comprada el 1367 pel ciutadà barceloní Berenguer Bertran (les armes del qual, amb el geminat, són les que figuren a la segona partició). Les claus del peu són l'atribut de sant Pere, el patró de la localitat.